# 恋のダウンロード
「恋のダウンロード」（こいのダウンロード）は、仲間由紀恵 with ダウンローズのシングル。

## 概要
au（KDDI／沖縄セルラー電話連合）CMソング。
2006年1月19日、auが「au Listen Mobile Service」を発表した記者会見で、楽曲の発売が発表され、同年1月31日に着うたフルとして配信された。KDDIによると、着うたフルからメジャーデビューしたアーティストは史上初である。着うたフルの1週間ダウンロード数7万件は当時過去最高であった。
当初はCDとして発売される予定はなかったが、同年3月15日に2か月限定としてCDが発売された。
オリコン週間シングルチャートでは初動2.2万枚で初登場8位を記録した。同チャートにおいて、CMキャラクター名義でのTOP10入りは牛若丸三郎太（時任三郎）の「勇気のしるし」以来16年ぶりとなった。また、同チャートでの仲間由紀恵の過去の最高位は、高橋克典 with 仲間由紀恵名義で発売された「愛してる」の30位で、それを大幅に更新した。
2006年度オリコン年間ランキングでは累積5.1万枚で173位にランクインした。
また、テイ・トウワの「恋のアップロード」という楽曲が発表された。

## 収録曲

### DISC 1（CD）
1. 恋のダウンロード
  - 作詞：松尾潔／作曲：筒美京平／編曲：Maestro-T
2. 恋のダウンロード(KARAOKE ver.)

### DISC 2（DVD）
1. 恋のダウンロード(Clip)

## 収録アルバム
- 『筒美京平 Hitstory Ultimate Collection 1967〜1997 2013Edition』（DISC-9・#4）